# NGC 2397A
NGC 2397A (другие обозначения — ESO 58-29, AM 0721-685, IRAS07212-6901, PGC 20754) — спиральная галактика (Sc) в созвездии Летучая Рыба.
Этот объект не входит в число перечисленных в оригинальной редакции «Нового общего каталога» и был добавлен позднее.